# Desenul liniar
Desenul liniar este un film românesc din 1988 regizat de Olimpiu Bandalac.